# Zinklars vise

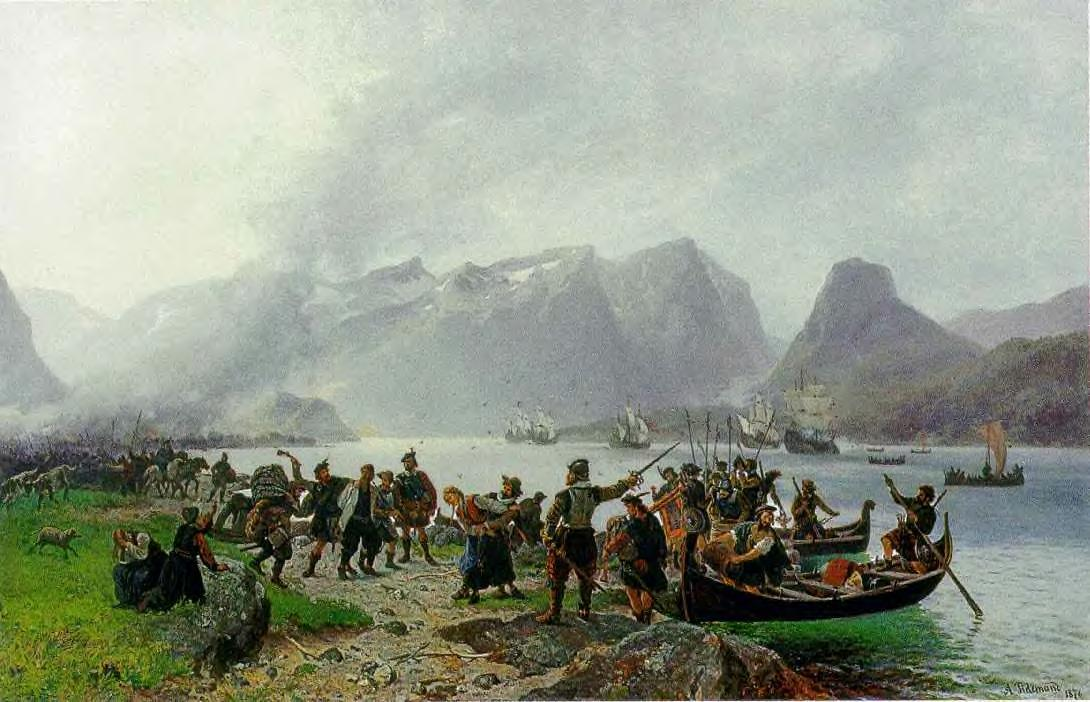
Georg Sinclairs skotska legosoldater landstiger vid Isfjorden i Romsdalen 20 augusti 1612.

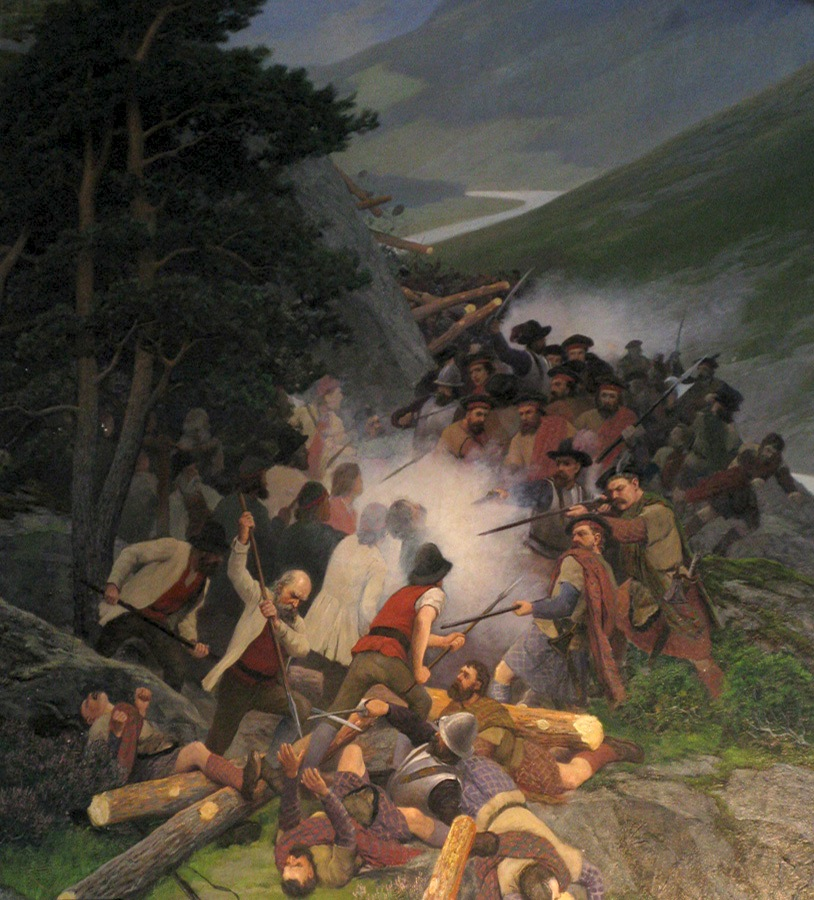
Sinclairs styrka blev besegrad av en norsk bondehär i slaget vid Kringen 26 augusti 1612.

Zinklars vise (även känd som Herr Sinclair drog over salten hav) är en norsk folkvisa skriven av Edvard Storm 1781. Visan beskriver hur Georg Sinclair och hans kompani av skotska legosoldater, som under Kalmarkriget hade lejts av Karl IX för att föra krig i Norge, luras in i ett bakhåll och dödas. I själva verket togs de flesta skottar till fånga och låstes in i en lada i Kvam över natten. Dagen efter (27 augusti 1612) släpades fångarna ut ur ladan, ställdes upp mot väggen och sköts. Endast fjorton man skonades och skickades till Oslo. Visan är troligen ett försök att skönmåla massakern. Edvard Storm var själv född i Vågå och var väl bekant med traktens sägner.
Visan är känd under flera olika melodier. Den äldsta melodin är en folkmelodi som har använts i Gudbrandsdalen sedan länge. År 1974 spelade Folque in en version av visan med en färöisk melodi och det var även i och med den versionen som refrängen Vel opp for dag, I kommer vel over den hede tillkom. År 2008 lanserade den färöiska metal-gruppen Týr sin egen version av visan med förkortad text sjungen på gøtudanskt.

## Sångtexten (i urval)
| ” | Herr Zinklar drog over salten hav, mod Norrig hans cours monne stande; blandt Gudbrands klipper han fandt sin grav, der vanked saa blodig en pande. Ved Romsdals kyster han styred i land, erklærede sig for en fjende; ham fulgte efter fjorten hundrede mand, som alle havde ondt i sinde. Bavnen lyste og budstikken løb fra grande til nærmeste grande; dalens sønner i skjul ej krøb, det maatte herr Zinklar sande. De bønder af Vaage, Lesje og Lom med skarpe økser paa nakke; i Bredebøjgd tilsammen kom, med skotten vilde de snakke. Ej nogen levende sjæl kom hjem, som kunde sin landsmand fortælle, hvor farligt det er at besøge dem, der bo blandt Norriges fjælde. | „ |